# Рыцерка-Гурна
Рыце́рка-Гу́рна (пол. Rycerka Górna) — село в Польше, в Живецком повете Силезского воеводства. Входит в состав сельской гмины Райча.
С 1975 по 1998 годы, в составе Бельского воеводства.

## Географическое положение
Расположено в живописной местности горного массива Живецкие Бескиды на юге Польши, недалеко от границы со Словакией, примерно в 7 км к юго-западу от поселения Райча, 28 км к юго-западу от города Живец и 87 км к югу от административного центра Силезского воеводства города Катовице.

## История
Поселение основано в начале XVII века как местечко (пол. Radeczka). Впервые упоминается в 1628 году как валахское поселение. Жители занимались скотоводством, вырубкой и сжиганием леса (пол. Cyrhlenie) под горные пастбища.
После раздела Речи Посполитой, земли поселения вошли в состав Австрийской империи.
В 1808 году село было приобретено этнографом, графом (пол. Ludwik de Laveaux). Очарованный красотами польских Бескид и Рыцерки, в 1851 году он издаёт книгу-этнографический очерк, в котором описывает быт и нравы жителей села, местные ландшафты.
В сороковых годах XIX века, во времена Карла Тешенского в окрестностях Рыцерки Гурной был построен стеклозавод.
К 1873 году значительная часть жителей состояла из австрийских переселенцев, занятых на лесозаготовках и в сельском хозяйстве.
Школа в селе была основана до 1868 года (точная дата не известна). В 1908 году в Рыцерке была построена часовня. В 1950 году часовня стала церковью (Пресвятой Богородицы).
С 1918 года в составе независимой Польской республики. В межвоенный период (1922-1939) Рыцерка становится дачным селом, активно развивается туризм, построены первые гостиницы в горах и открыты туристические маршруты.
На заключительном этапе Второй мировой войны, в апреле 1945 года село оказалась на линии фронта. В этих местах шли ожесточённые бои. Бойцы и командиры 1-й гвардейской армии, отразив контрнаступление частей вермахта, в ходе Моравско-Остравской наступательной операции, к середине апреля перешли в наступление на Остраву.
7 апреля 1945 года в окрестностях Рыцерки у хутора (пол. Czanieckich) разведывательно-диверсионная группа капитана Ефремова «Авангард», состоявшая из 16-ти бойцов приняла неравный бой с превосходящими силами противника. Восемь из шестнадцати разведчиков остались на поле боя, погиб и командир группы «капитан Ефремов», — Велериан Бурзи. Каратели не стали преследовать остатки отряда. Они расправились с жителями хутора, обвинив их в пособничестве партизанам. Были сожжены дома и расстреляны 10 мирных жителей.
В 1955 году был построен новый корпус начальной школы.
В настоящее время Рыцерка-Гурна туристическая деревня в которой имеется 10 оборудованных пешеходных троп и 3 лифта.

## Достопримечательности
- Памятник на месте гибели советского разведчика Велериана Бурзи (капитана Ефремова) и членов его разведывательно-диверсионной группы «Авангард»[1].

## Статьи и публикации
- Александр Захаров. Память «капитана Ефремова» чтят в Польше, но не в Херсоне... // Інформаційне агентство "Херсонці" : портал. — 2013. — 13 мая.